# دانشگاه ایالتی نورث وسترن

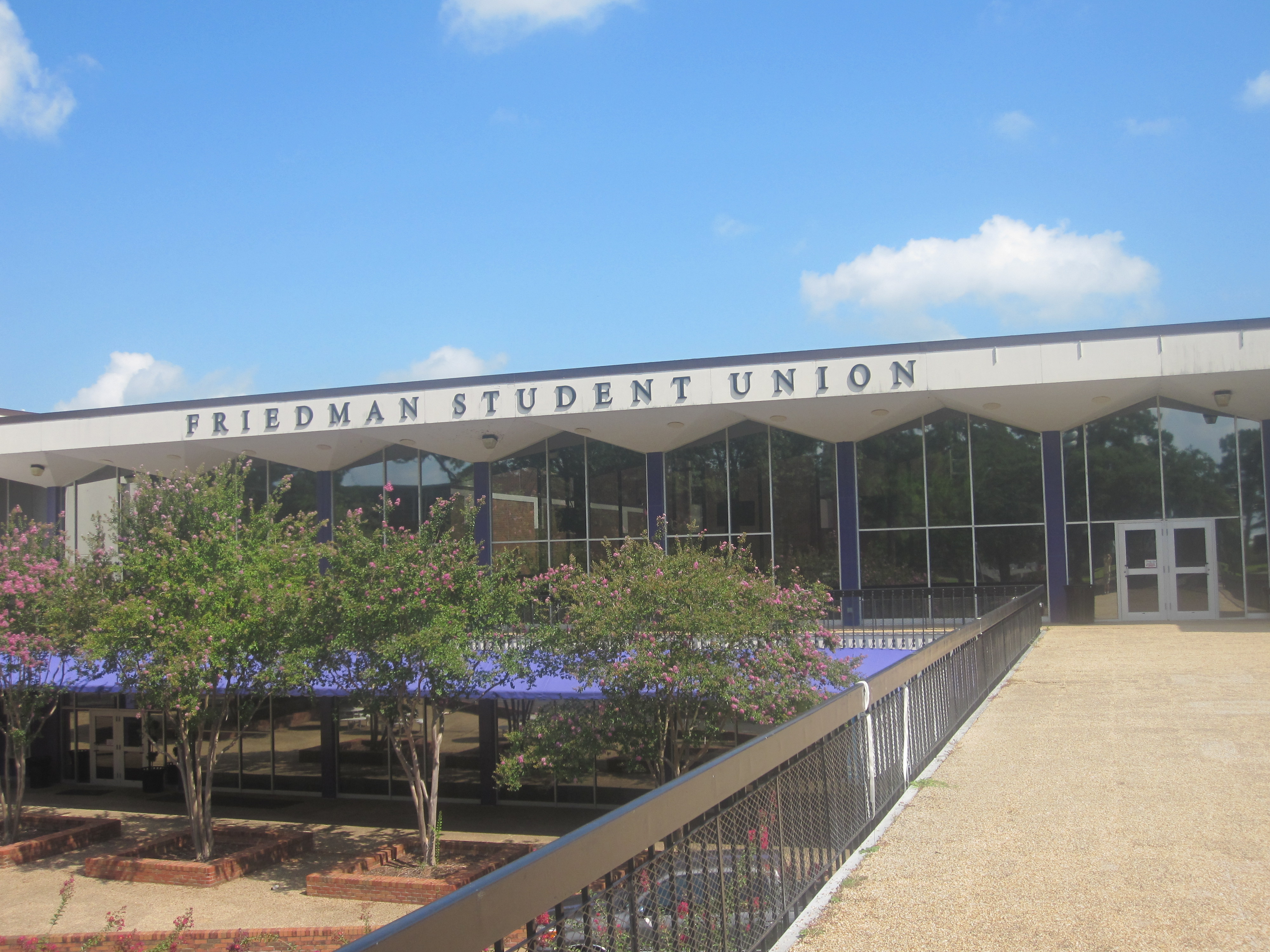
ساختمان اتحادیه دانشجویی فریدمن به نام سناتور فقید ایالت لوئیزیانا سیلوان فریدمن از ناچیتوچ نامگذاری شده‌است.

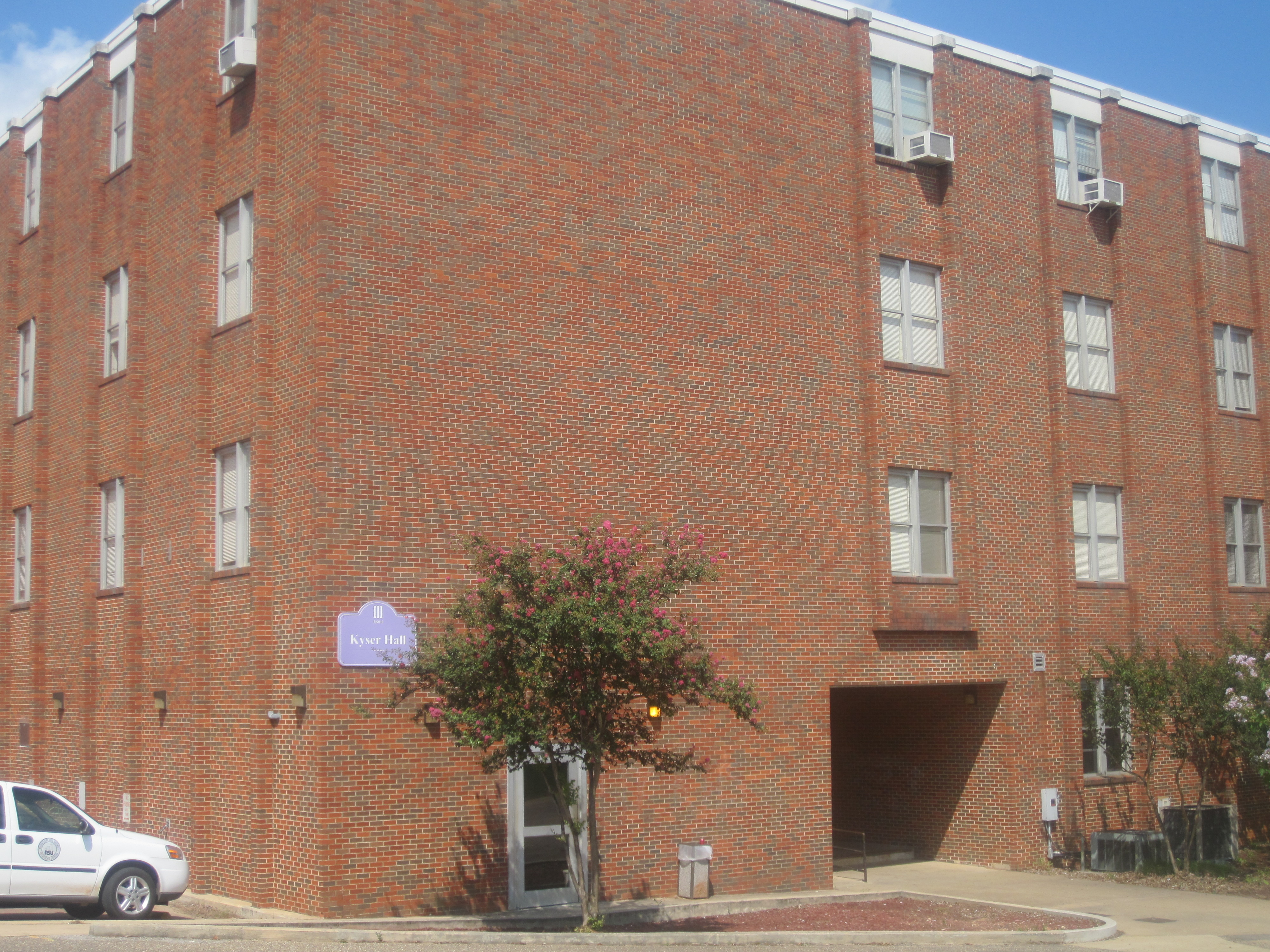
جان اس. کیسر هال، که از سال 1953 تا 1966 به نام جان اس. کیسر، رئیس NSU نامگذاری شده‌است، برنامه‌های دانشگاهی مختلفی از جمله تاریخ، ریاضیات و روزنامه نگاری را در خود جای داده‌است.

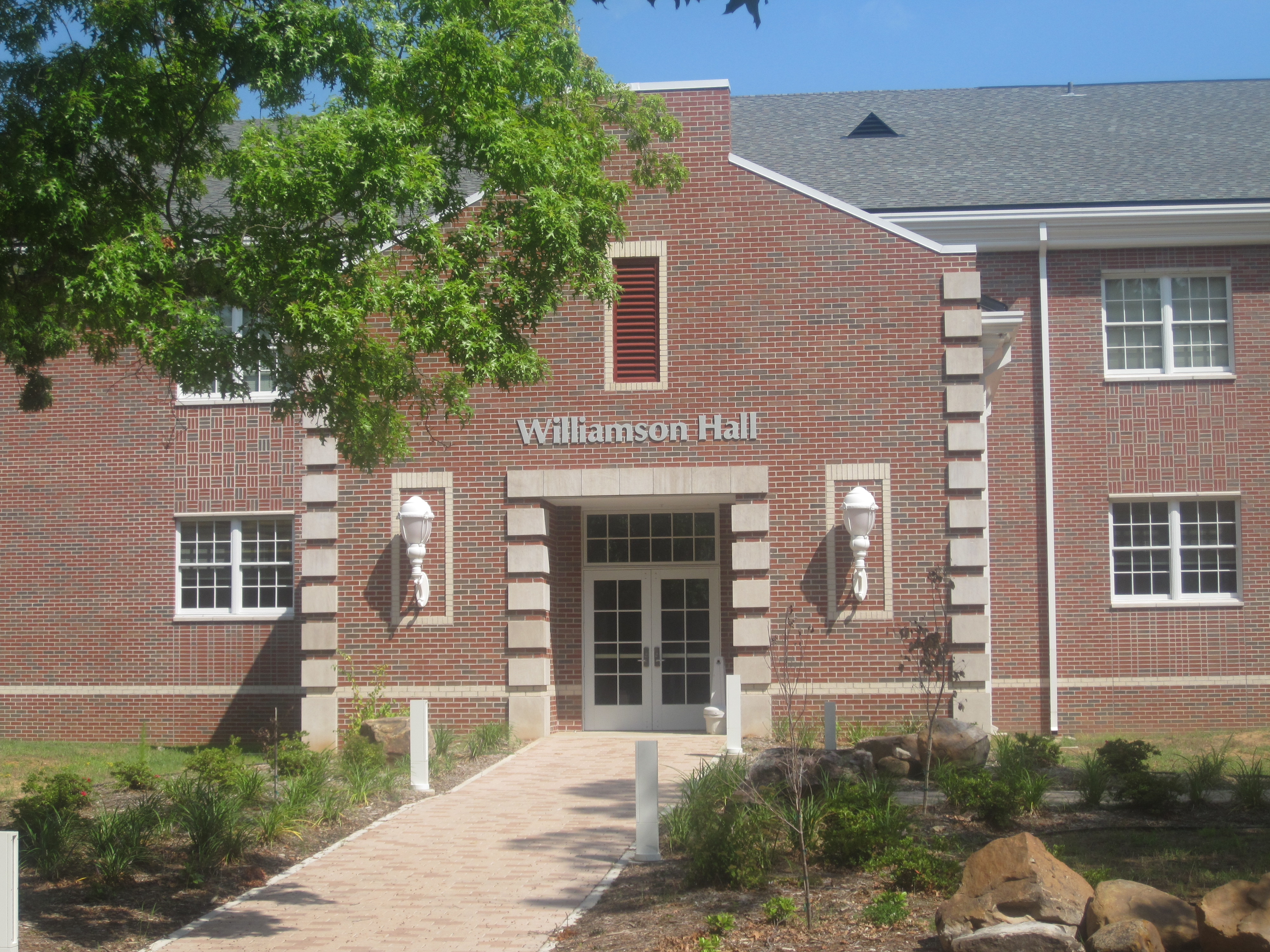
ویلیامسون هال برنامه مهندسی NSU را در خود جای داده‌است.

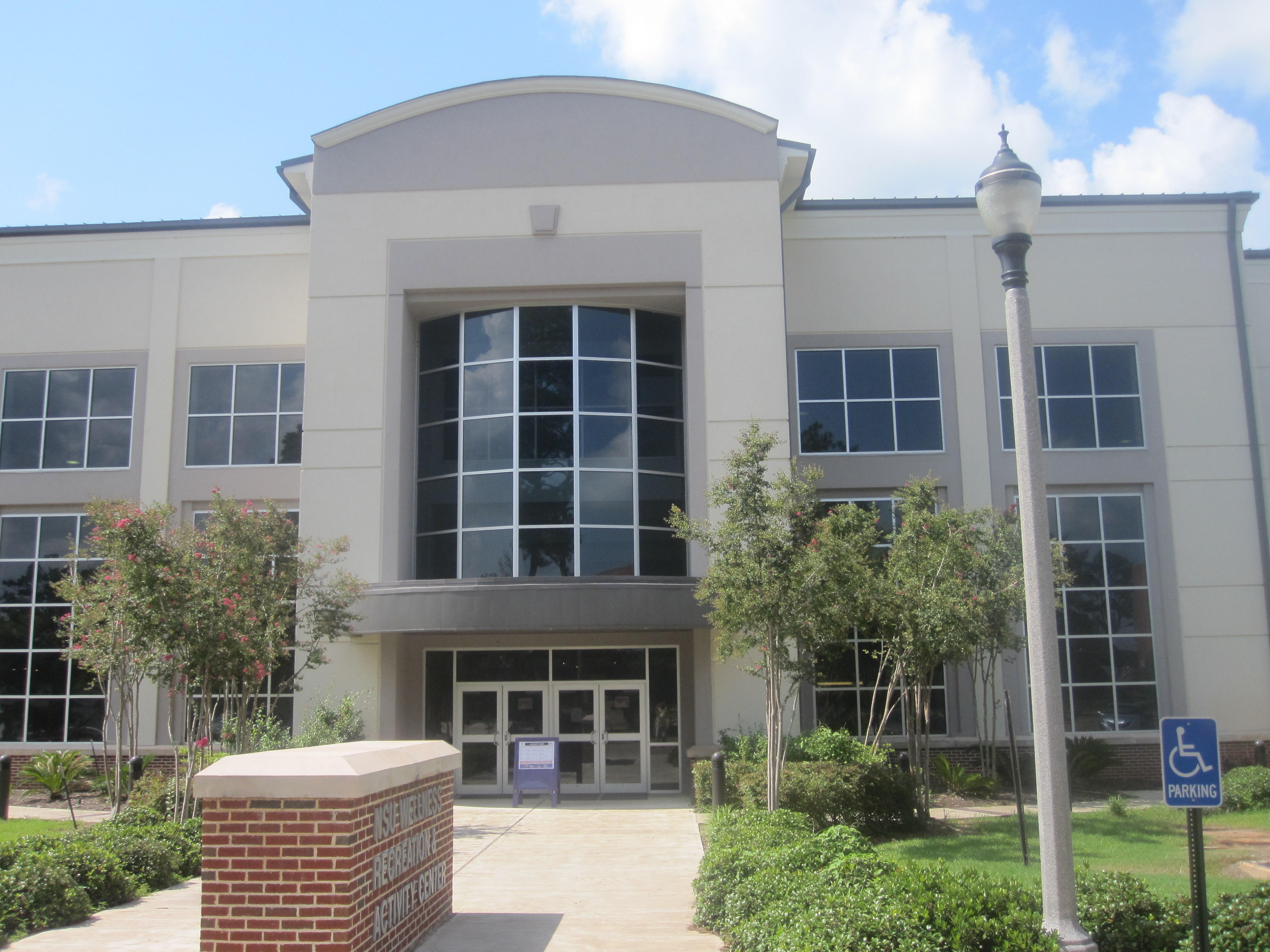
مرکز تفریحی و فعالیت سلامت NSU

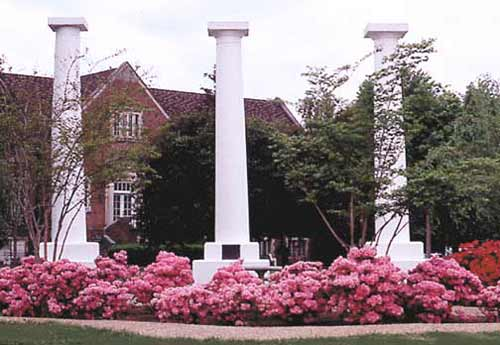
سه ستون دانشگاه ایالتی نورث وسترن

دانشگاه ایالتی نورث وسترن لوئیزیانا (NSU) یک دانشگاه دولتی است که در نکیتاش، لوئیزیانا واقع شده‌است. دانشکده پرستاری این دانشگاه در شروپورت و دانشکده‌های عمومی در لیزویل / فورت پولک و الکساندریا، لوئیزیانا واقع شده‌اند. این دانشگاه بخشی از سیستم دانشگاه لوئیزیانا است.
دانشگاه ایالتی نورث وسترن در سال ۱۸۸۴ به عنوان مدرسه عادی در ایالت لوئیزیانا تأسیس شد. این اولین مدرسه در لوئیزیانا بود که برنامه‌های تحصیلی در رشته پرستاری و آموزش کسب و کار را ارائه کرد. این مؤسسه همراه با بسیاری از کالج‌های ایالتی دیگر، در سال ۱۹۷۰ در دوران مدیریت آرنولد آر. کیلپاتریک، موقعیت دانشگاهی به دست آورد.
هفته نامه دانشجویی آن، سس جاری، در سال ۱۹۱۴ تأسیس شد. سالنامه سالانه دانشجویی آن Potpourri نام دارد.